# Onís
Onís és un conceyu i una parròquia de la Comunitat Autònoma del Principat d'Astúries. Limita al nord amb Llanes, al sud amb Lleó, a l'est amb Cabrales i a l'oest amb Cangues d'Onís.

## Geografia
Onís ens mostra una superfície diferenciada de nord a sud, sent molt més ampla la seva part septentrional. Es distingeixen clarament unes zones geogràfiques delimitades per la depressió que ocupa el riu Güeña: al nord, els vessants meridionals de les serres prelitorals que antecedeixen al Cuera, amb la cota de la penya Ibeo (869 metres); al sud, el massís del Cornión amb cims que sobrepassen els 2.000 metres en el límit de Lleó (la Verdilluenga arriba als 2.129 metres).
És Onís eminentment un concejo on predomina l'altitud. En els vessants meridionals de la serra prelitoral, el terreny del qual està format per quarsita i calcàries, és on neix el Güeña i els seus afluents de la dreta. El riu camina per una estreta depressió sense grans desnivells, en direcció est-oest; és en aquesta depressió on es desenvolupa gairebé per complet la vida més activa del concejo. Són destacables també rius com el rierol de la Huesal, el de les Bobias o El Tabardín, suma aquest de diversos rierols i que desemboca en el Güeña; en la conca alta d'aquest riu s'assenten els pobles alts del concejo: Demues, Bobia de Arriba, Bobia de Abajo, i Gamonedo, poble conegut pels famosos formatges. Ja en el sud del territori ens trobem amb el Cornión, massa calcària que ha sofert grans erosions. En aquesta part s'alcen les majors altures del municipi, sent també important per estar enclavada en el Parc Nacional dels Pics d'Europa.
El clima és temperat i humit, presentant oscil·lacions respecte a la latitud i a l'orientació, sent comuna les Nevades en El Cornión durant l'època d'hivern. Així mateix és de destacar l'aparició de boires en tot el concejo i l'escassesa de dies assolellats. Les temperatures oscil·len entre els 21 °C de mitjana màxima anual i els 5 °C de mitjana mínima anual. La vegetació està representada per alzinars, freixes, til·lers, fagedes, bedolls, matorrals, pasturatges i vegetació d'alta muntanya, sent el 15% de la superfície total terreny improductiu. Respecte a la fauna cap destacar la presència, important en alguns casos, de guineus, senglars, esquirols, urogallos, àguiles o voltors: també hi ha certa presència del temut llop, mentre ja fa temps que van desaparèixer l'os bru i el mueyu.

## Capital
Benia és la capital del concejo, assentada en la vall del riu Güeña, zona en la qual s'assenta la major part de la població del concejo, i la zona meridional és extremadament muntanyenca. És el nucli més poblat de tot el municipi, amb més de 300 habitants, sent el seu principal centre administratiu i de serveis.

## Evolució demogràfica
Onís és clarament un concejo de tendència emigratoria. Sense anar més lluny en els últims 60 anys s'han perdut pel camí 1.086 habitants descendint la seva densitat de població en un 50% aproximadament. Des de començaments del segle xx, fins a la dècada dels 40, el concejo presentava una xifra estacionària entorn dels 2.200-2.300 habitants, sent a partir d'aquesta dècada quan es trenca la tendència, i es produïx un descens brusc que ens deixa actualment en 830 habitants.
Les estructures demogràfiques són desequilibrades, amb un envelliment cada vegada major de la població, i amb una relació de sexes bastant parella. És significatiu en l'actualitat que la major presència de dones es dona en les franges més joves (fins als 20 anys) i en les més altes (a partir dels 70 anys), sent la tendència contrària en la franja entre els 20 i els 50 anys; això demostra que les dones joves en l'actualitat són les quals més abandonen el concejo. Avui dia només es tenen censats 12 nuclis poblacionals, sent Benia, amb al voltant de 300 habitants, La Robellada i Avín els assentaments més importants, aglutinant a més del 60% de la població total. Respecte a l'estructura econòmica del concejo, cal ressenyar que el major percentatge de l'ocupació es dona en el sector primari i més exactament en el sector agropecuari, amb més de 54,92% de l'ocupació total.
El concejo és al costat del de Ribadedeva, el qual presenta la millor relació entre explotacions i nombre de caps de bestiar. Donada la configuració del terreny i l'aprofitament que les gents ramaderes fan d'ell, no és d'estranyar que la majoria del bestiar boví que es treballa, estigui dirigit principalment cap al sector carni. El sector secundari i la construcció tenen un percentatge del 20,73% de l'ocupació, duent-se la majoria l'edificació i les obres públiques. La branca del moble i la fusta i la de l'aigua i electricitat completen el reduït ventall de distribució d'aquest sector. Pel que fa al sector terciari cal dir que ocupa el 24,35% del total, distribuït en comerç, sanitat, educació i transports. Aquest últim sector es preveu que vagi en augment, com de fet esdevé, gràcies a les perspectives econòmiques que es creu generarà el turisme rural i de naturalesa.

## Història
Les primeres restes són del Neolític. Els primers escrits estan datats amb l'entrada de les legions romanes, sent un enclavament important entre les guerres entre les tribus romanes i cántabras contra les legions romanes. La primera vegada que Onís apareix com ajuntament és en 1504, sent representat davant el principat en 1594 per Juan González de Acebos.
El concejo és la seu dels Pastors dels Pics d'Europa. Aquest col·lectiu ha preservat la zona dels Pics d'Europa de manera especial, amb un respecte a la naturalesa i amb lleis seculars que van tenir el seu reconeixement amb el premi Príncep d'Astúries en l'any 1994. Aquest gremi celebra la seva festa el 25 de juliol.
El territori d'Onís ja va estar habitat en la prehistòria, com així ho proven els jaciments d la mina Milagro, en la que es van descobrir destrals de sílex, pics d'asta de cérvol, objectes de bronze i cranis metal·litzats. També són de destacar els tresors de Gamonedo i el destral de bronze de doble anell procedent d'una de les mines de Onís i que es troba en el Palau de Taranco, a Villar. La làpida trobada als voltants de la capella de Santa Marina de Gamonedo, adornada amb un cavall i amb la inscripció FLA VIN, ens demostra la romanització soferta pels pobles primitius. Així mateix cap destacar un gerro ritual que va aparèixer en la mateixa mina amb una inscripció visigoda, el que demostra que també aquests pobles van estar assentats en el territori.
També va passar pel concejo el poble àrab, que va ser expulsat i va fugir rumb a Liébana. Aquest fet queda reflectit en l'escut del concejo que representa a la gent del poble lluitant. En el segle xiv Onís és representada per Pedro Suárez en la reunió d'Oviedo per a donar suport al rei Pere enfront del seu adversari Enric de Trastamara. És en aquest segle quan apareix documentada l'única parròquia d'Onís, la de Santa Olalla de Onís. Onís figura per primera vegada com ajuntament en 1504 i per primera vegada representat en la junta General del Principat en 1594, tenint com a representant a Juan González de Acebos.
En 1582 té lloc una reunió per a remarcar i assenyalar els límits dels concejos de Onís i Cangas, que promou l'Alferes Major d'ambdós concejos. Apareixen ja documentades en 1752 dues parròquies més annexades a la de Santa Olalla, que són les de La Robellada i la de Demués. Durant la invasió francesa del segle xix, van ser diverses les vegades en la qual el poble invasor es va endinsar en el concejo, quedant habilitada la capella de San Roque i els seus voltants com cementiri i la casa d'Esquers com l'hospital. Cal destacar en les seves lluites contra la invasió francesa als guerrillers Escandón i Porlier. Onís sofriria els intents anexionistas per part de Cangues d'Onís, negant-se l'ajuntament a tal empresa i conservant la seva independència. Els últims esdeveniments d'importància en el concejo són l'incendi de l'arxiu municipal durant la tercera guerra carlista i les greus destrosses que sofreix el territori a causa de la guerra civil. En els temps moderns, el concejo d'Onís s'ha anat consolidant com una de les zones més tranquil·les per al descans, ajudat tot això pels bonics paisatges que ofereix.

## Parròquies
- Bobia
- Onís
- La Robellada